# Dirección General de Inteligencia
La Dirección General de Inteligencia (Direzione Generale d'Intelligence), attualmente DI (Dirección de Inteligencia), è il servizio segreto civile cubano per le operazioni estere.
Fondato nel 1961 e dipendente dal ministero dell'Interno, ha avuto solidi legami con il KGB sovietico e svolto operazioni in molti Paesi nei quali Cuba ha avuto influenza, dal Nicaragua all'Angola, passando per il Cile e Grenada. 
La sua struttura di addestramento principale è posta a Campo Mantanzas, fuori L'Avana.
La 5ª Dirección de Seguridad del Estado è invece una sezione speciale alle dirette dipendenze del viceministro dell'interno, per azioni all'estero (attentati, sabotaggi esecuzioni).
La Dirección General de Contrainteligencia (DGCI) è invece la Direzione generale di controspionaggio, che opera all'interno del paese.

## Servizi segreti militari
- Dirección de Inteligencia Militar (DIM) - Direzione d'Informazioni Militari
- Dirección de Contrainteligencia Militar (DCM) - Direzione di Controspionaggio Militare